# Línea T11 (EMT Madrid)
La línea T11 (a efectos de numeración interna, 451) de la EMT de Madrid une la estación de Mar de Cristal con el Parque Empresarial Cristalia.

## Características
La línea forma parte de la subred TCT (Transporte al Centro de Trabajo) de la EMT que comunica los principales centros de trabajo de Madrid con el intercambiador multimodal más cercano a los mismos, siendo la primera de este tipo que se puso en marcha a partir del 23 de abril de 2007.

## Horarios
| Lunes a viernes laborables |                            |                            |                            |                            |                            |                            |                            |                            |                            |                            |                            |                            |                            |                            |                            |                            |                            |                            |                            |                            |                            |                            |                            |                            |                            |                            |                            |                            |                            |                            |                            |
| Mar de Cristal > Cristalia | Mar de Cristal > Cristalia | Mar de Cristal > Cristalia | Mar de Cristal > Cristalia | Mar de Cristal > Cristalia | Mar de Cristal > Cristalia | Mar de Cristal > Cristalia | Mar de Cristal > Cristalia | Mar de Cristal > Cristalia | Mar de Cristal > Cristalia | Mar de Cristal > Cristalia | Mar de Cristal > Cristalia | Mar de Cristal > Cristalia | Mar de Cristal > Cristalia | Mar de Cristal > Cristalia | Mar de Cristal > Cristalia | Cristalia > Mar de Cristal | Cristalia > Mar de Cristal | Cristalia > Mar de Cristal | Cristalia > Mar de Cristal | Cristalia > Mar de Cristal | Cristalia > Mar de Cristal | Cristalia > Mar de Cristal | Cristalia > Mar de Cristal | Cristalia > Mar de Cristal | Cristalia > Mar de Cristal | Cristalia > Mar de Cristal | Cristalia > Mar de Cristal | Cristalia > Mar de Cristal | Cristalia > Mar de Cristal | Cristalia > Mar de Cristal | Cristalia > Mar de Cristal |
| 06                         | 07                         | 08                         | 09                         | 10                         | 11                         | 12                         | 13                         | 14                         | 15                         | 16                         | 17                         | 18                         | 19                         | 20                         | 21                         | 06                         | 07                         | 08                         | 09                         | 10                         | 11                         | 12                         | 13                         | 14                         | 15                         | 16                         | 17                         | 18                         | 19                         | 20                         | 21                         |
| 30 45                      | 00 15 30 45                | 00 15 30 45                | 00 15 30 45                | 00 15 30 45                | 00 15 30 45                | 00 15 30 45                | 00 15 30 45                | 00 15 30 45                | 00 15 30 45                | 00 15 30 45                | 00 15 30 45                | 00 15 30 45                | 00 15 30 45                | 00 15 30 45                | 00 30                      | 45                         | 00 15 30 45                | 00 15 30 45                | 00 15 30 45                | 00 15 30 45                | 00 15 30 45                | 00 15 30 45                | 00 15 30 45                | 00 15 30 45                | 00 15 30 45                | 00 15 30 45                | 00 15 30 45                | 00 15 30 45                | 00 15 30 45                | 00 15 30 45                | 00 15 45                   |

## Recorrido y paradas

### Sentido P. E. Cristalia
La línea inicia su recorrido en la Glorieta del Mar de Cristal, donde tienen la cabecera varias líneas urbanas y hay correspondencia con la red de Metro de Madrid. Desde aquí sale por la calle Arequipa en dirección este.
Al finalizar la calle Arequipa, la línea sigue de frente por la calle Aconcagua hasta cruzar sobre la autopista M-40 en la Glorieta del Río Urubamba, saliendo por la calle de la Ribera del Loira, que enseguida abandona girando a la izquierda para circular por la calle Tomás Redondo.
La línea circula por esta calle entera hasta desembocar en la Vía de los Poblados, que toma en sentido noroeste, circulando hasta el final de la misma, donde tiene su cabecera.
| Código | Parada                            | Común con | Conexiones con Metro | Otros |
| ------ | --------------------------------- | --------- | -------------------- | ----- |
| 4602   | MAR DE CRISTAL                    |           | Mar de Cristal       |       |
| 4900   | Arequipa-Emigrantes               | 104 171   |                      |       |
| 4901   | Arequipa-Aconcagua                | 104 171   |                      |       |
| 4896   | Aconcagua-Nevado Cumbal           | 104 171   |                      |       |
| 3884   | Tomás Redondo-Ribera del Loira    |           |                      |       |
| 3885   | Tomás Redondo-Juan Zaragüeta      |           |                      |       |
| 3887   | Tomás Redondo-Vía de los Poblados |           |                      |       |
| 3889   | Vía de los Poblados               |           |                      |       |
| 3891   | Vía de los Poblados-Cristalia     |           |                      |       |
| 3892   | CRISTALIA                         |           |                      |       |

### Sentido Mar de Cristal
El recorrido de vuelta es idéntico al de la ida pero en sentido contrario excepto al llegar a la Glorieta del Mar de Cristal, que lo hace por la calle Ayacucho en vez de la calle Arequipa, pues ambas son de sentido único.
| Código | Parada                            | Común con | Conexiones con Metro | Otros |
| ------ | --------------------------------- | --------- | -------------------- | ----- |
| 3892   | CRISTALIA                         |           |                      |       |
| 3893   | Gregorio Sánchez Herráez          |           |                      |       |
| 3890   | Vía de los Poblados               |           |                      |       |
| 3888   | Tomás Redondo-Vía de los Poblados |           |                      |       |
| 3886   | Tomás Redondo-Juan Zaragüeta      |           |                      |       |
| 5548   | Tomás Redondo-Ribera del Loira    |           |                      |       |
| 4895   | Aconcagua-Nevado Cumbal           | 104 171   |                      |       |
| 4897   | Ayacucho-Nevado del Ruiz          | 104 171   |                      |       |
| 4602   | MAR DE CRISTAL                    |           | Mar de Cristal       |       |

## Galería de imágenes

Mapa zonal de la estación de Mar de Cristal con las líneas de autobús que pasan por la zona, entre las que se encuentra la línea T11.